# Rahel Estermann
Rahel Estermann (* 1987) ist eine Schweizer Politikerin (Grüne). Sie ist seit September 2018 Mitglied des Luzerner Kantonsrats und ehemalige Generalsekretärin der Grünen Schweiz.

## Biografie
Rahel Estermann wuchs auf einem Bauernhof in Hildisrieden auf. Während des Studiums zog sie in die Stadt Luzern. Nach dem Bachelorstudium in Politikwissenschaft und Soziologie an der Universität Luzern sowie dem Masterstudium in Soziologie und Medienwissenschaft an der Universität Basel arbeitet sie ab 2017 als Forschungsmitarbeiterin und Doktorandin im Projekt Facing Big Data: Methods and skills needed for a 21st century sociology. 2021 erwarb sie den Doktortitel mit dem Prädikat summa cum laude mit einer Dissertation zum Thema Datenjournalismus, die sie 2023 als Buch veröffentlichte.
Seit 2024 ist sie Mitglied im Fachhochschulrat der Hochschule Luzern.
Estermann spielte Handball und war J+S-Coach des Vereins Handball Emmen.

## Politik
Rahel Estermann ist seit 2013 Vorstandsmitglied der Grünen Kanton Luzern. Im September 2018 rückte sie als Ersatz für den zurückgetretenen Ali Celik in den Luzerner Kantonsrat nach. Im März 2019 schaffte sie die Wiederwahl. 2018 bis 2023 war Estermann Mitglied der kantonsrätlichen Kommission für Erziehung, Bildung und Kultur (EBKK), davon 2019 bis 2023 als deren Präsidentin. Seit Juni 2023 ist sie Mitglied und seit August 2023 Vizepräsidentin der Kommission Justiz und Sicherheit des Kantonsrats.
Bei den Schweizer Parlamentswahlen 2019 sowie bei den Parlamentswahlen 2023 kandidierte sie für den Nationalrat. 2023 erreichte sie das drittbeste Resultat aus der Liste der Grünen Kanton Luzern.
Rahel Estermanns Bruder Markus Estermann kandidierte 2019 auf der CVP-Liste und 2023 für die Mitte für den Luzerner Kantonsrat.
Ab 2021 arbeitete Estermann als stellvertretende Generalsekretärin, Bereichsleiterin Politik und Fachsekretärin für die Grünen Schweiz. 2023 wurde sie Generalsekretärin für die Grünen Schweiz. Dieses Amt gab sie im April 2025 weiter.
Sie ist Vorstandsmitglied der Digitalen Gesellschaft Schweiz, welche sich als gemeinnützige Organisation für die Grund- und Menschenrechte im digitalen Raum einsetzt.